# Пассаж (здание)
Пасса́ж (фр. passage — проход, переход) — популярный во второй половине XIX века тип торгового здания, где магазины размещены ярусами по сторонам широкого прохода-галереи, с остеклённым перекрытием («фонарём»).
Пассажи впервые появились во Франции. В середине XIX в. в тесных старых районах Париже стали сооружать сквозные крытые галереи, проходы, соединяющие улицы. В них размещали магазины, салоны.
Они получили название «пассажей», поскольку в этих проходных дворах, по остроумному определению Луи Арагона, «нельзя остановиться дольше, чем на минуту». Другое название таких сооружений — гише (фр. guichet — дверца, окошко, проём).
Первый пассаж был открыт в Париже в 1786 году. Он был сооружён в садах Пале-Рояля по приказу герцога Орлеанского. Со временем в нём разместилось 355 магазинов, и он стал одной из главных достопримечательностей города. Изначально построенный преимущественно из дерева, со временем он был оснащён прочной каменной конструкцией и большой стеклянной крышей, что сделало его самым большим пассажем из когда-либо построенных. В Италии роскошная Галерея Кристофорис, открытая в 1832 году в Милане, тогда находившемся под властью Габсбургов, стала первой крытой торговой аркадой, построенной на Апеннинском полуострове.
Начиная со второй половины XIX века, пассаж столкнулся с конкуренцией со стороны нового типа торгового здания: универмага. Используя возможности массового промышленного производства, универмаг предлагал товары по более низкой цене, чем пассаж. Построенные после 1860 года, пассажи с престижными модными магазинами, салонами и атикварными лавками, кафе и ресторанами, превращались в историко-художественные памятники. «Монументальный период» отмечен знаменитыми итальянскими галереями, построенные после объединения Италии, такими как Галерея Виктора Эммануила II в Милане, Галерея Умберто I в Неаполе и Галерея Субальпина в Турине. Эти галереи были частью культурного соревнования между различными итальянскими коммунами, целью которого было продвижение своих городов как столиц объединенной нации.
В России первым «пассажем» стала Голицынская галерея в Москве, построенная в 1841—1842 годах по заказу М. Н. Голицына по проекту архитектора М. Д. Быковского. Галерея соединяла Неглинную улицу с Петровкой, в ней располагались магазины (не сохранилась). В Санкт-Петербурге первый пассаж был построен в 1841 году на Щукином дворе.
По образцу московской самую большую торговую галерею в Санкт-Петербурге в 1846—1848 годах построил инженер-архитектор Р. А. Желязевич. Галерея соединила Невский проспект и параллельную ему Итальянскую улицу. В галерее протяжённостью свыше 180 м, которая также получила французское название «Пассаж», под стеклянной кровлей в первом и втором этажах размещались магазины. Третий этаж был приспособлен под квартиры. В «Пассаже» устроили концертный зал, где выступали знаменитые русские и западноевропейские музыканты. Фасады галереи Желязевич оформил в стиле «неоренессанса». В 1899—1900 годах фасады были перестроены в стиле модерна по проекту инженера С. С. Козлова.

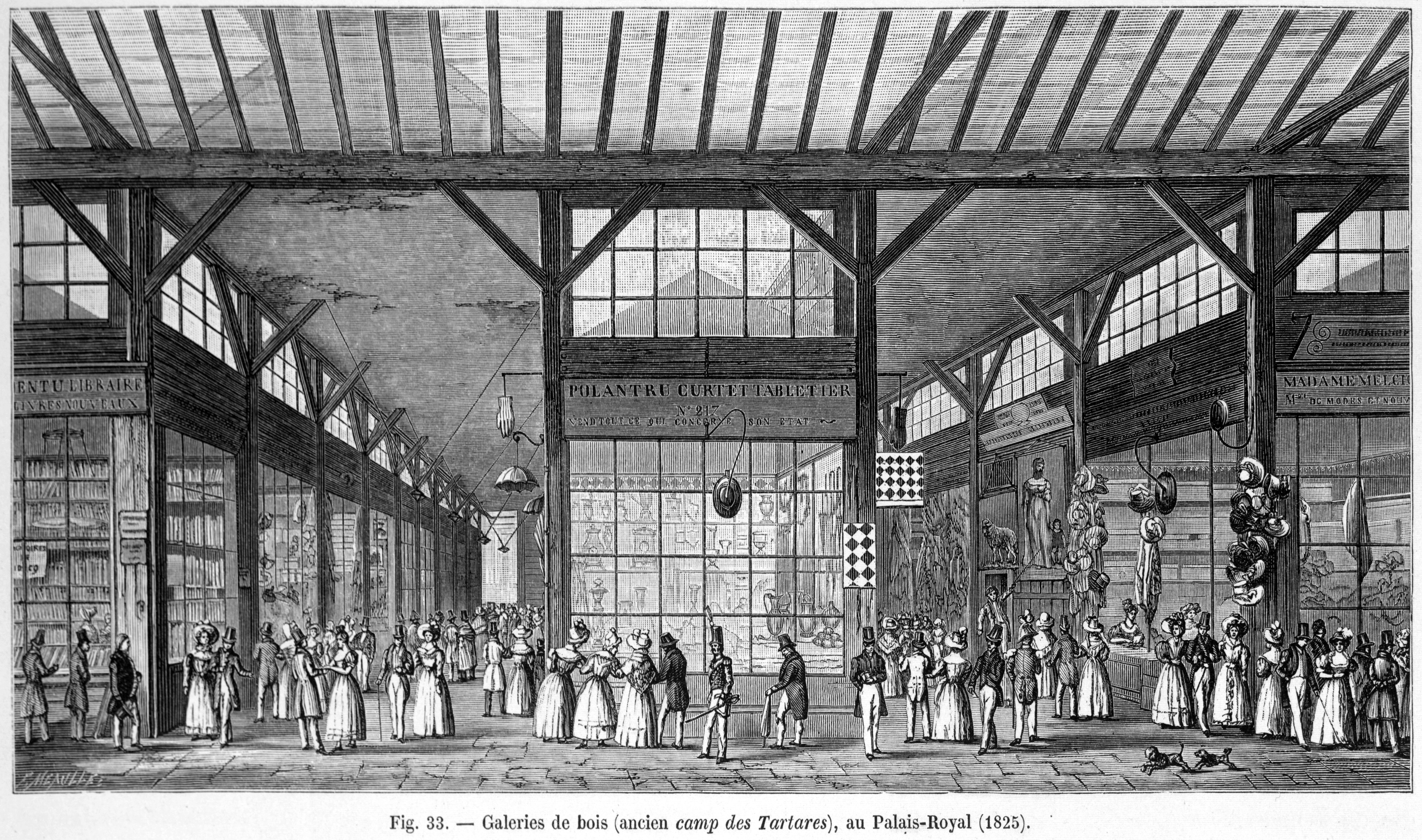
Галерея де Буа. Пале-Рояль, Париж. 1825. Литография
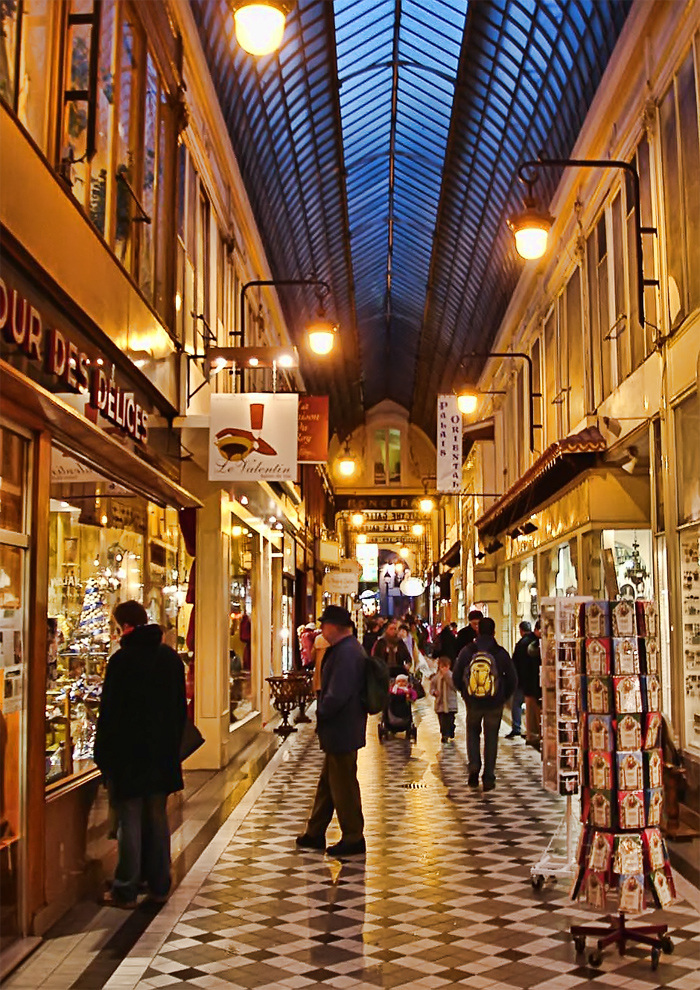
Пассаж Жуффруа. Париж
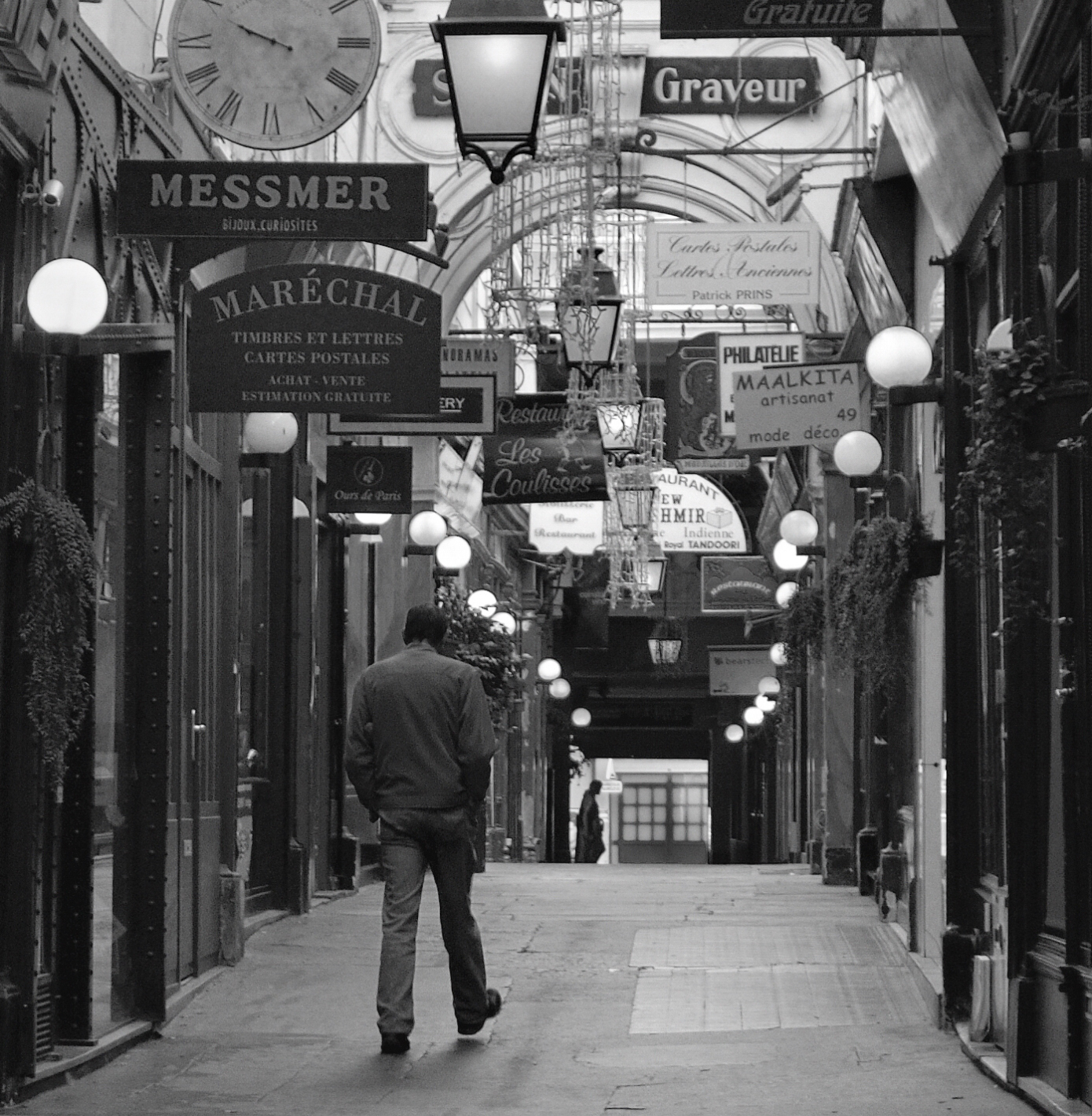
Пассаж Панорам. Париж
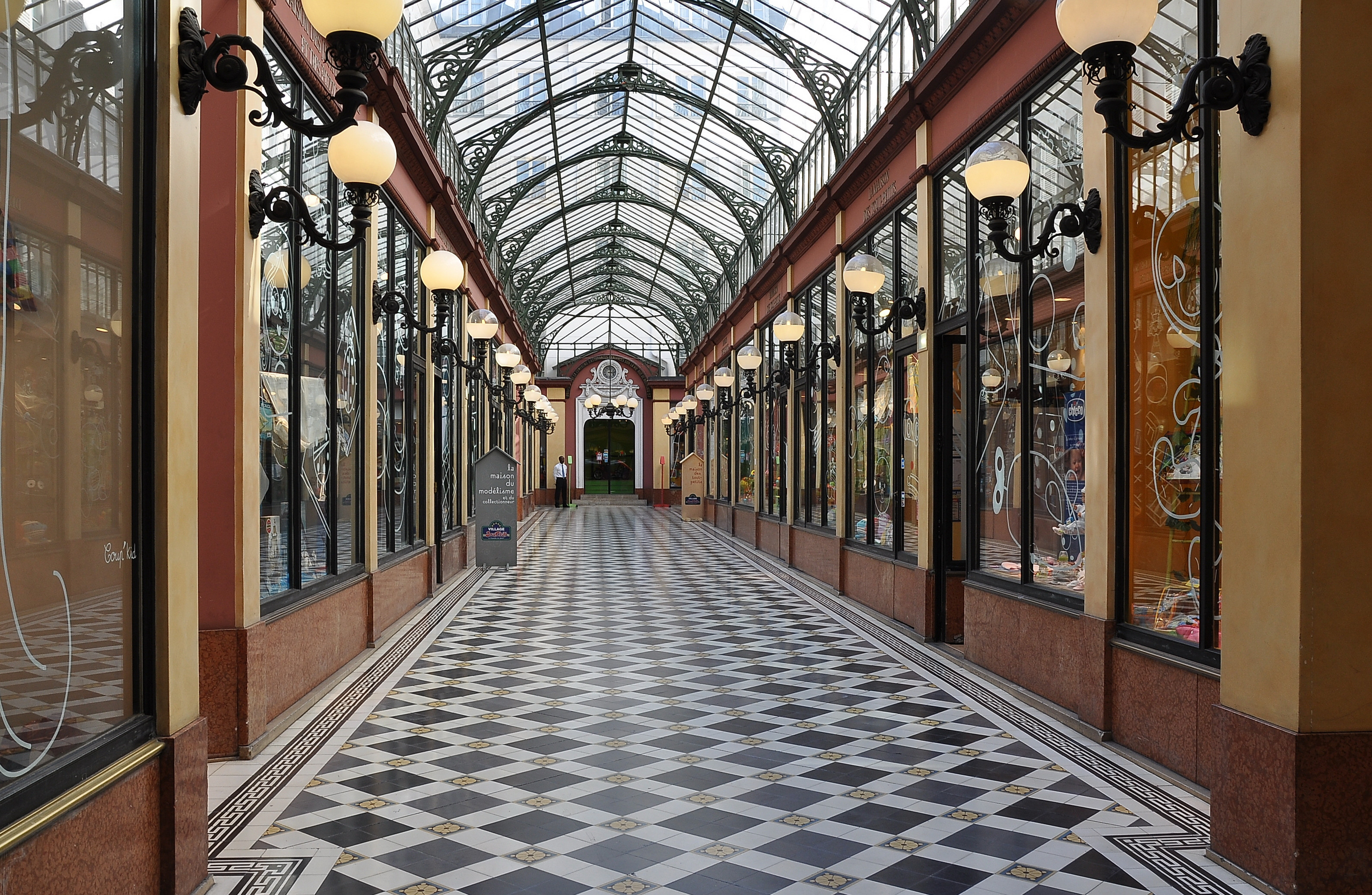
Пассаж де Пренс, Париж
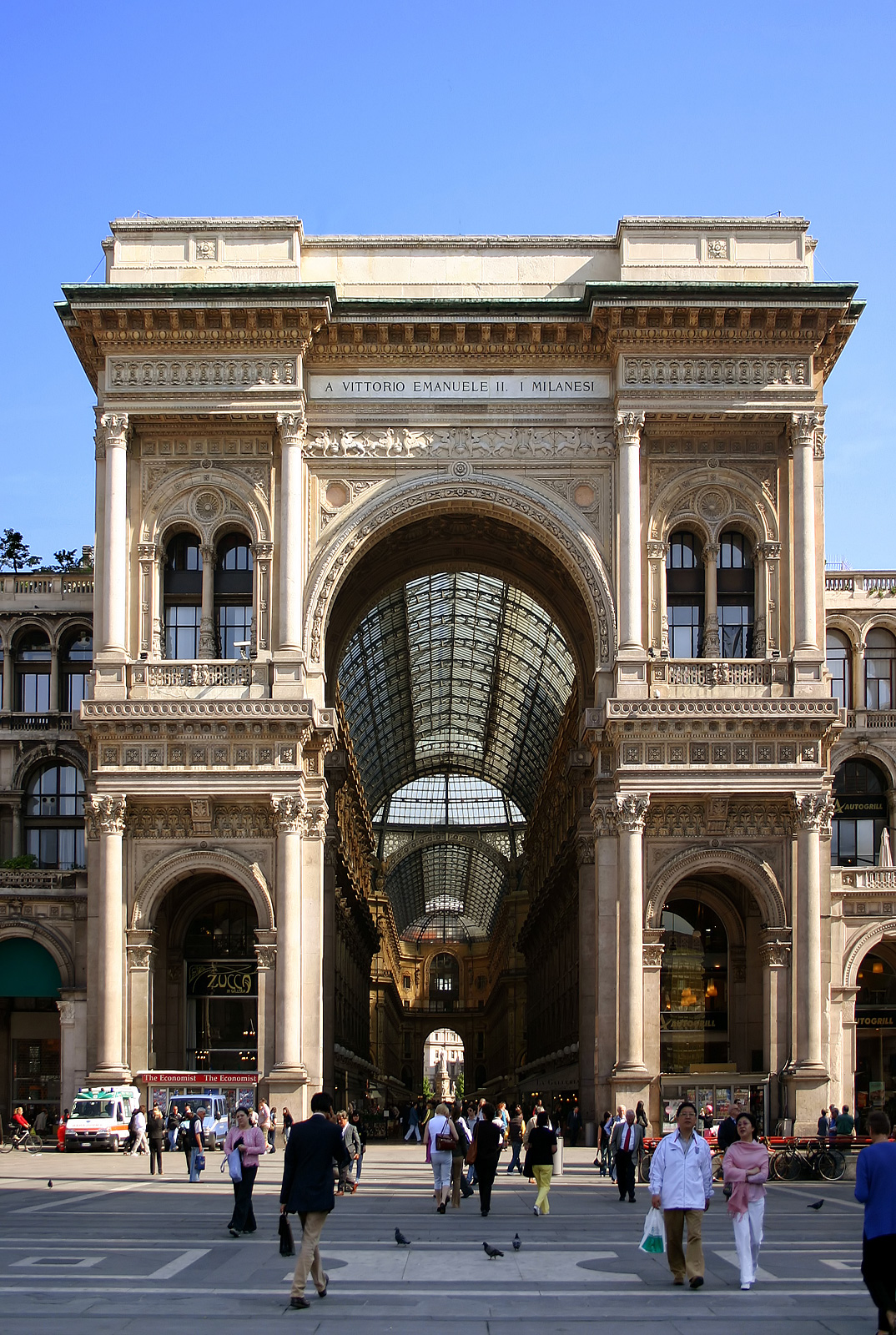
Галерея Виктора Эммануила II. Милан
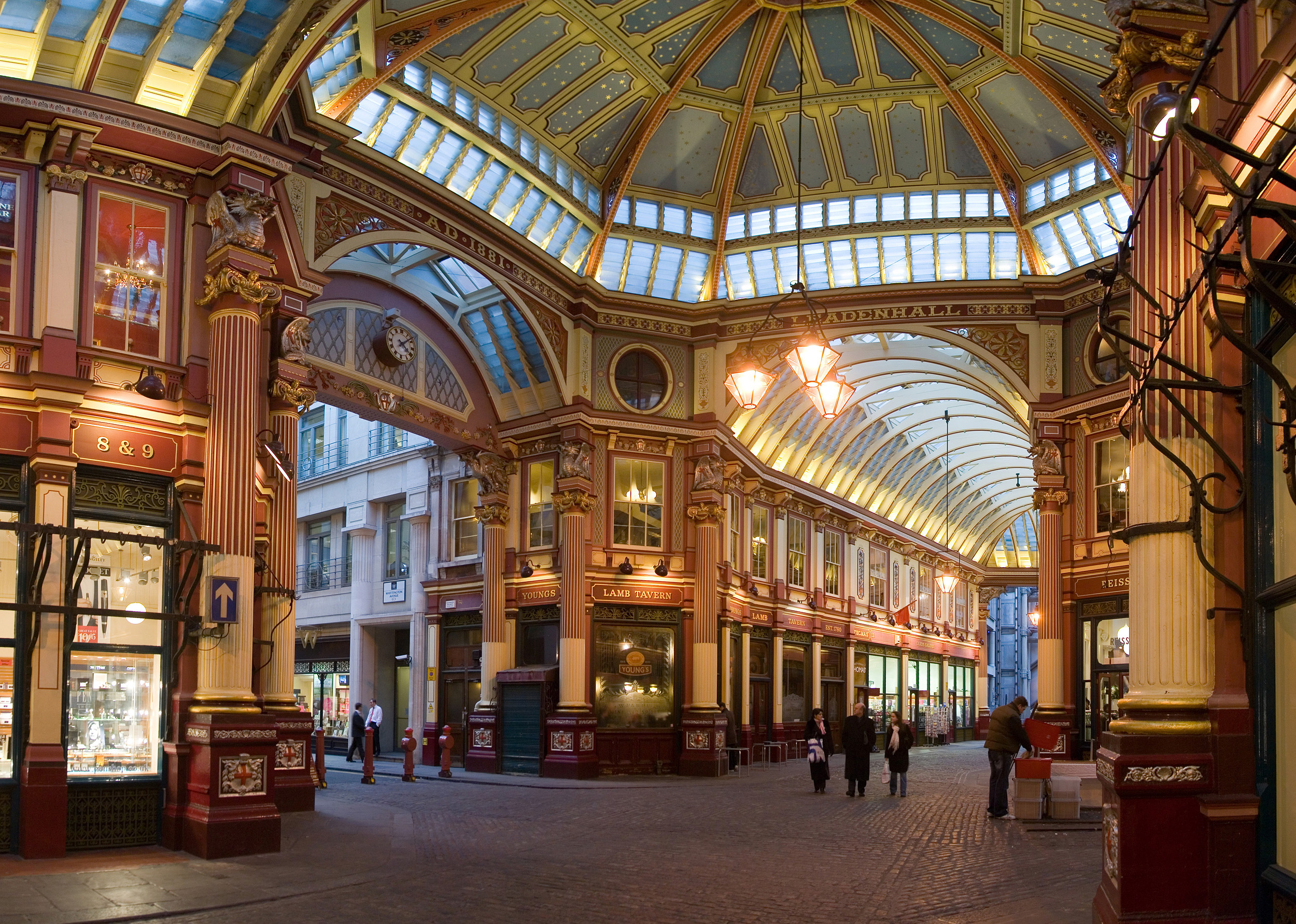
Галерея Лиденхол. Лондон
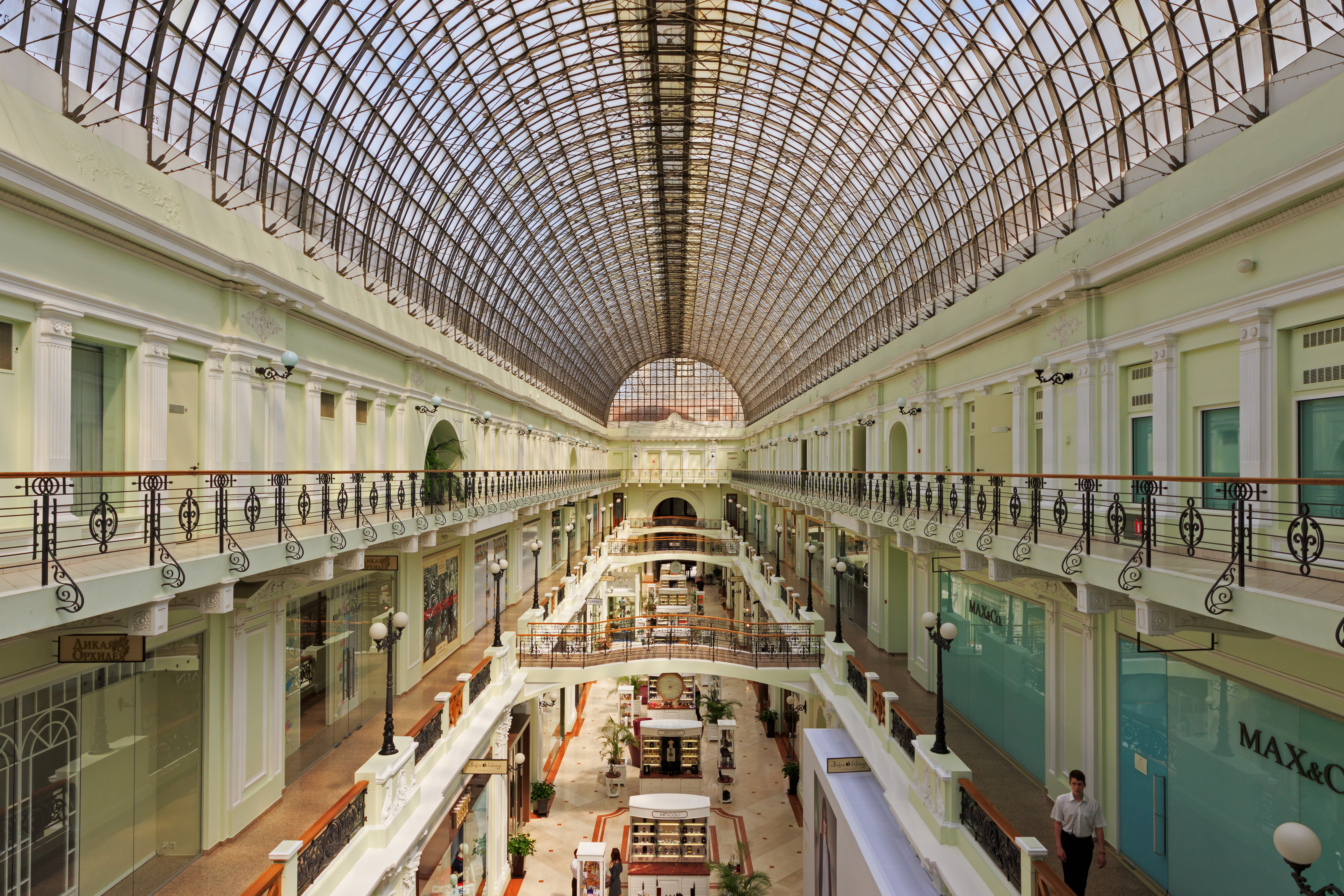
Петровский пассаж. Москва

## Пассажи в Италии
- Галерея Альберто Сорди
- Галерея Виктора Эммануила II
- Галерея Умберто I
- Галерея Шьярра

## Пассажи в России
- Государственный универсальный магазин
- Пассаж в Санкт-Петербурге
- Пассаж Попова
- Пассаж Сан-Галли
- Пассаж Солодовникова
- Петровский пассаж
- Лубянский пассаж
- Александровский пассаж (Казань)
- Чернояровский пассаж (Казань)
- Пассаж Яушевых (Троицк)
- Пассаж Яушевых (Челябинск)
- Торговая галерея (Сочи)
- Veer Mall (Екатеринбург)

## Пассажи в других странах
- Пассаж Яушевых (Костанай)
- Пассаж (гостиница, Одесса)